# Muhammad Shahbaz
Muhammad Shahbaz, född den 1 december 1972, är en pakistansk landhockeyspelare.
Han tog OS-brons i herrarnas landhockeyturnering i samband med de olympiska landhockeytävlingarna 1992 i Barcelona.